# Tony Gugino
Tony Gugino (Holland, 7 maggio 1986) è un cestista statunitense, nipote dell'ex cestista Wade Gugino.

## Palmarès
- Coppa di Bulgaria: 1

Rilski Sportist: 2016